# Vittoria Archilei
Vittoria Archilei, z domu Concarini, zwana La Romanina (ur. około 1550 w Rzymie, zm. po 1618 we Florencji) – włoska śpiewaczka (sopran) i lutnistka.

## Życiorys
W 1578 roku poślubiła w Rzymie śpiewaka i lutnistę Antonia Archileiego (ok. 1550–ok. 1610), protegowanego kardynała Ferdynanda Medyceusza. W 1584 roku śpiewała na uroczystości weselnej Eleonory Medycejskiej. Od około 1587 roku przebywała wraz z mężem na dworze Medyceuszy we Florencji, gdzie przypuszczalnie pozostała do śmierci. Za życia cieszyła się wielką sławą, jej talent wokalny podziwiali Jacopo Peri, Giulio Caccini i Sigismondo d’India. Była wykonawczynią intermediów Giovanniego de’ Bardi do komedii La Disperazione di Fileno z muzyką Emilia de’ Cavalieri (1590). Giambattista Marino zadedykował jej swój wiersz La morte di Vittoria cantatrice famosa (1629).